# エアトレインJFK

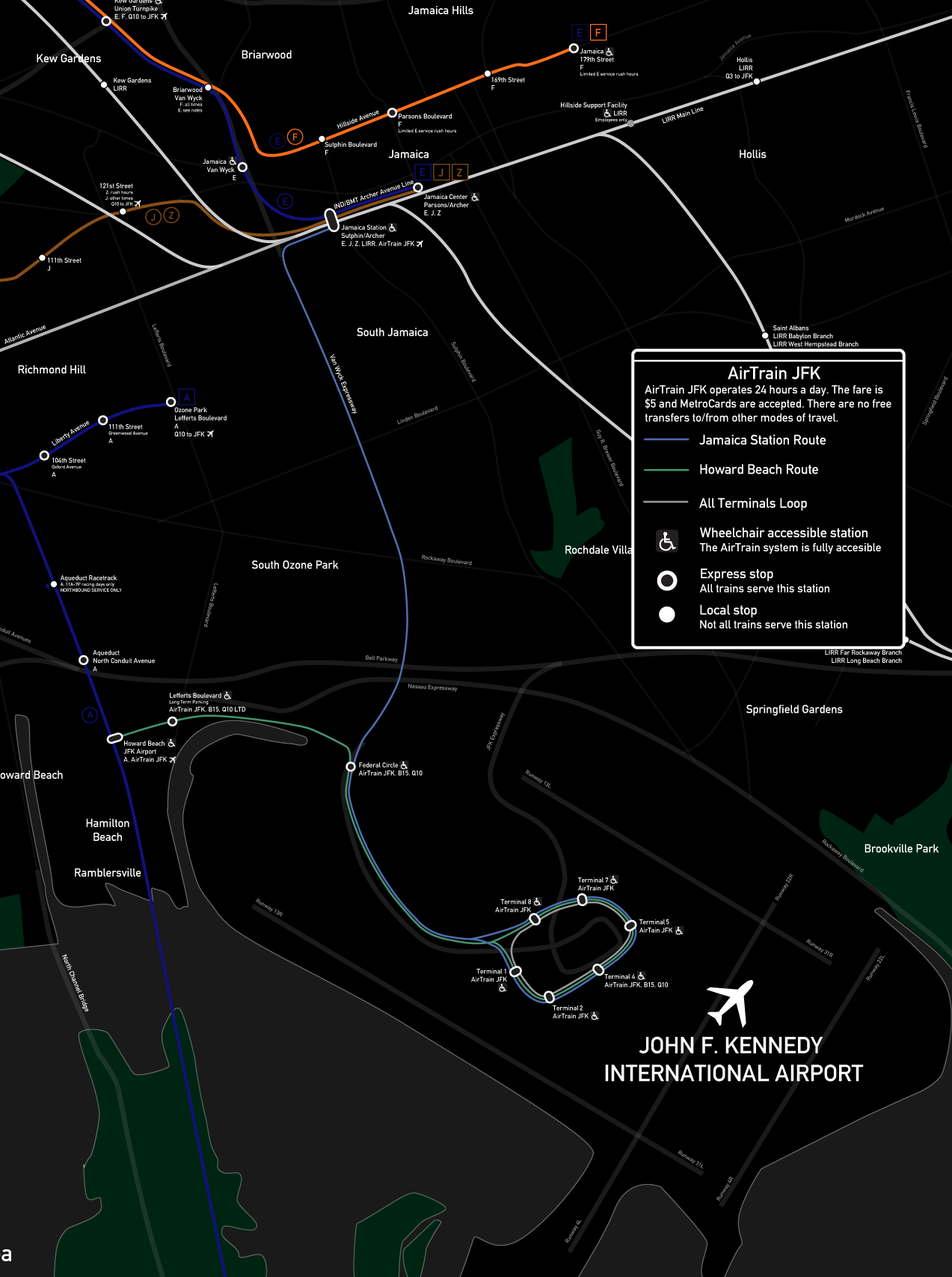
エアトレインの路線図

エアトレインJFK（英語：AirTrain JFK）は、ジョン・F・ケネディ国際空港へのアクセスを担うニューヨーク市の新交通システム・高架鉄道である。3路線あり、長さは8.1マイル (13.0 km)である。このシステムの運営はボンバルディア・トランスポーテーションが空港管理者のニューヨーク・ニュージャージー港湾公社から委託されて行っている。なおボンバルディア・トランスポーテーションはエアトレイン・ニューアーク (AirTrain Newark) の運営も行っている。

## 路線と駅
エアトレインは空港ターミナルビルおよび駐車場など付帯施設のある地区とクイーンズのロングアイランド鉄道（LIRR）と地下鉄の駅の間を結んでいる。3路線あるが環状部などではそれらはおなじ線路上を走っている。
ハワード・ビーチ線とジャマイカ線は環状線から出て二つの方向に分岐する前に、レンタカー会社、ホテルへのシャトルバス、空港の貨物ターミナルがあるフェデラル・サークル駅に停車する。両ルートは、空港を左回りのループで走り、各ターミナルの駅に停車する。
- ハワード・ビーチ・ルートは、ハワード・ビーチ-JFKエアポート駅が終点で、ロッカウェイ線（A）に接続する。さらに、この路線は、契約駐車場A・Bへのシャトルバス、空港従業員用駐車場、ブルックリン行きのB15バスなどのためのレファーツ・ブールバード駅にも停車する。

- ジャマイカ駅ルートは、ジャマイカ駅が終点で、ロングアイランド鉄道とサットフィン・ブールバード-アーチャー・アベニュー-JFKエアポート駅を通るアーチャー・アベニュー線（E J Z）に接続する。エアトレインとLIRRの駅は、エレベーターによって地下鉄駅と接続されている。ロングアイランド、MTA、私営バスの多くが駅から利用できる。

- オール・ターミナル・ループは、空港新交通システムであり、6つのターミナルの駅（ターミナル1、ターミナル2/3、ターミナル4、ターミナル5、ターミナル7、ターミナル8）を結んでいるが、時計回りで進み、反対方向に回る。Q3、Q10、B15の路線バスへの接続は、ターミナル5で行っている。

全てのエアトレインJFKの駅は、障害を持つアメリカ人法（ADA）に従い、車椅子でアクセス可能である。
24時間運行されており、日中時間帯は各路線5-8分間隔だが、運行スケジュールは頻繁に変わるのと、深夜時間帯は15-20分毎運行になり、また、メンテナンスによりルートが変更になることもある。

### 駅
| バリアフリー・アクセス | 駅                         | 路線                                                                     | 接続 |
| ---------------------- | -------------------------- | ------------------------------------------------------------------------ | --- |
| バリアフリー・アクセス | ハワード・ビーチ           | - ハワード・ビーチルート                                                 | - 従業員パーキングエリアC - ニューヨーク市地下鉄: (A - ハワード・ビーチ/JFK駅) - MTAバス: Q11 |
| バリアフリー・アクセス | レファーツ・ブールバード駅 | - ハワード・ビーチルート                                                 | - 乗客の集約 - Long-term parking areas A and B - 従業員パーキングエリアA・B - MTAバス: Q10 - ニューヨークシティ・トランジット・バス: B15 |
| バリアフリー・アクセス | フェデラル・サークル駅     | - ハワード・ビーチルート - ジャマイカ駅ルート                            | - レンタカー - ホテル・シャトル - 貨物エリアシャトル |
| バリアフリー・アクセス | ジャマイカ駅               | - ジャマイカ駅ルート                                                     | - ニューヨーク市地下鉄: (E J Z - サットフィン・ブールバード-アーチャー・アベニュー-JFKエアポート駅) - ロングアイランド鉄道 (ジャマイカ駅) - MTAニューヨークシティ・トランジット、MTAバス: Q6 Q8 Q9 Q20A Q20B Q24 Q25 Q30 Q31 Q34 Q40 Q41 Q43 Q44 Q60 Q65 |
| バリアフリー・アクセス | ターミナル1駅              | - オール・ターミナルループ - ハワード・ビーチルート - ジャマイカ駅ルート | - ターミナル1 - グリーンパーキング |
| バリアフリー・アクセス | ターミナル2/3駅 *廃止      | - オール・ターミナルループ - ハワード・ビーチループ - ジャマイカ駅ループ | |
| バリアフリー・アクセス | ターミナル4駅              | - オール・ターミナルループ - ハワード・ビーチルート - ジャマイカ駅ルート | - ターミナル4駅 - ブルーパーキング |
| バリアフリー・アクセス | ターミナル5駅              | - オール・ターミナルループ - ハワード・ビーチルート - ジャマイカ駅ルート | - ターミナル5 - イエローパーキング |
| バリアフリー・アクセス | ターミナル7駅              | - オール・ターミナルループ - ハワード・ビーチルート - ジャマイカ駅ルート | - ターミナル7 - オレンジパーキング |
| バリアフリー・アクセス | ターミナル8駅              | - オール・ターミナルループ - ハワード・ビーチルート - ジャマイカ駅ルート | - ターミナル8 - レッドパーキング |

ターミナル4除く全てのエアトレイン駅は、空港ターミナルビルの外に位置し、建物から車道を挟んで反対側にある。車道の上の通路によって、それぞれターミナルビルに接続されている。ターミナル4は、エアトレインJFKの開通後に開業したため、駅がターミナル内につくられている。

## 乗車料金
各ターミナルやレンタカー/パーキング施設の駅間利用は無料（改札はない）。
地下鉄と接続する終点のジャマイカ駅又はハワード・ビーチ駅での乗降の場合は各駅の改札口にて8.5ドルの料金を支払う。OMNY（クレジットカードタッチ決済可）またはメトロカードでの支払い。OMNYは片道乗車券としてのみ利用可能で、10回乗車券（26.5ドル、使用開始から30日間有効）または30日乗車券（42.5ドル）はメトロカードでのみ購入可能である。

## 歴史

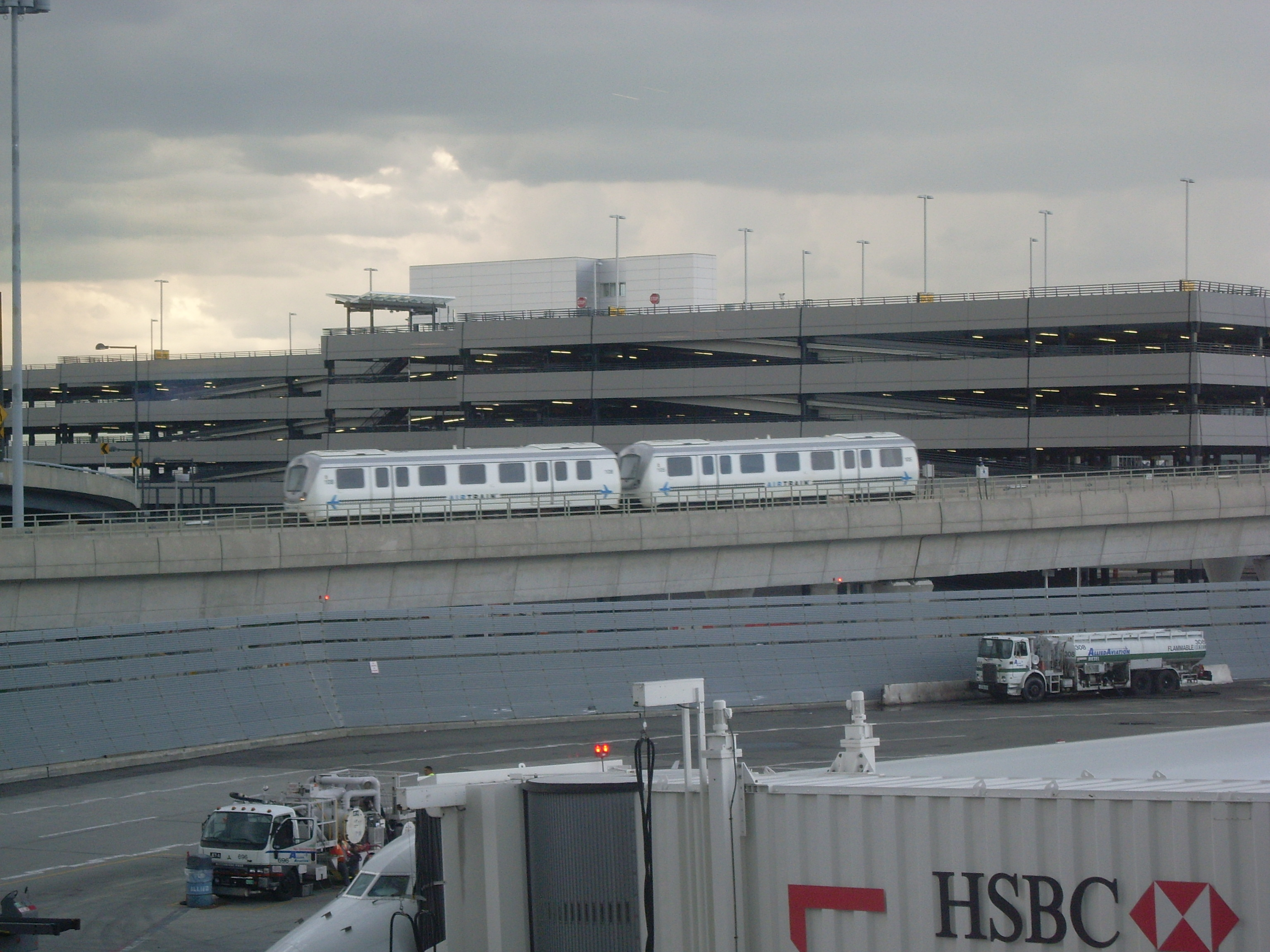
ターミナル4の2つの車両

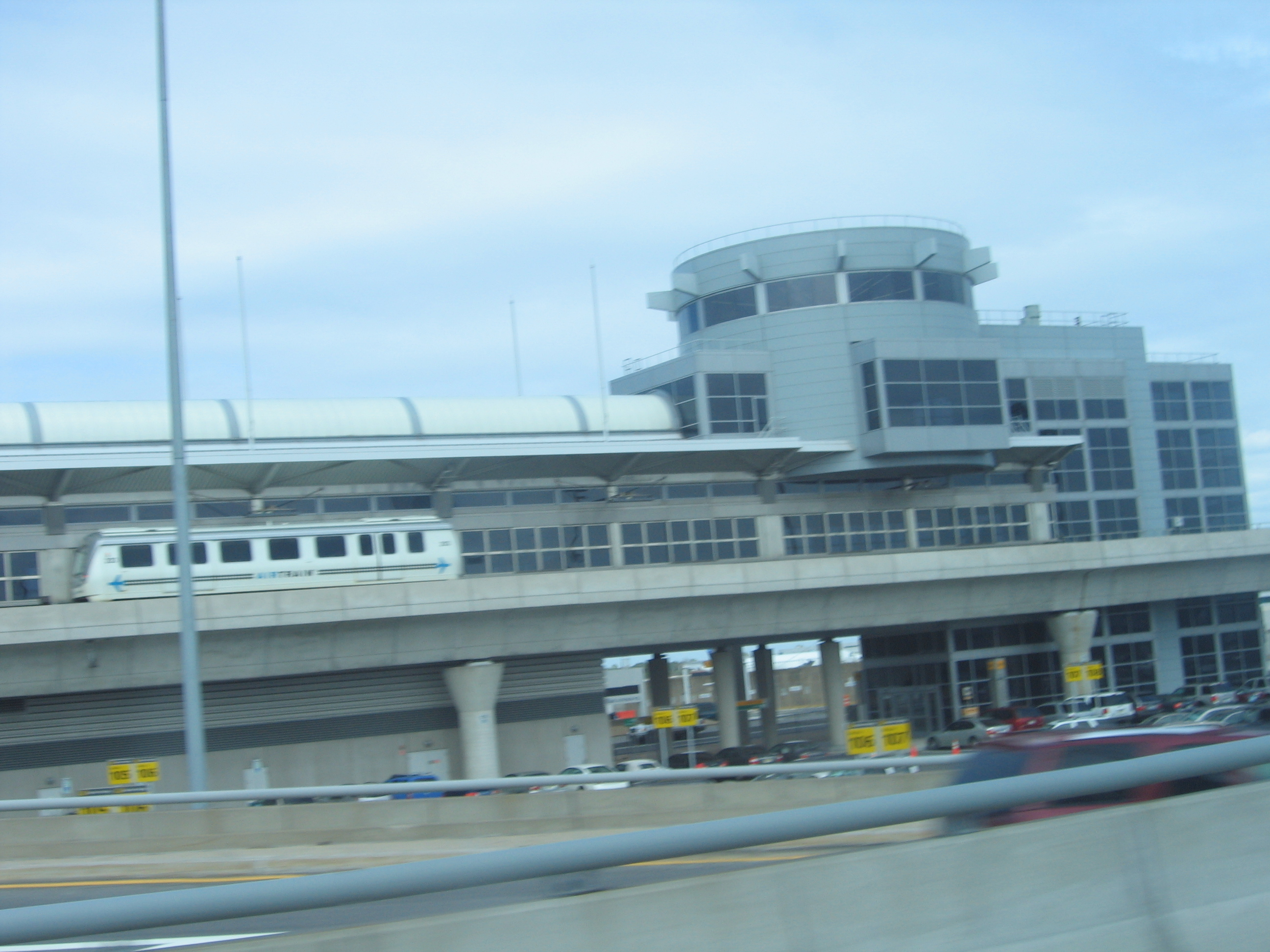
車窓から見たフェデラル・サークルのエアトレイン

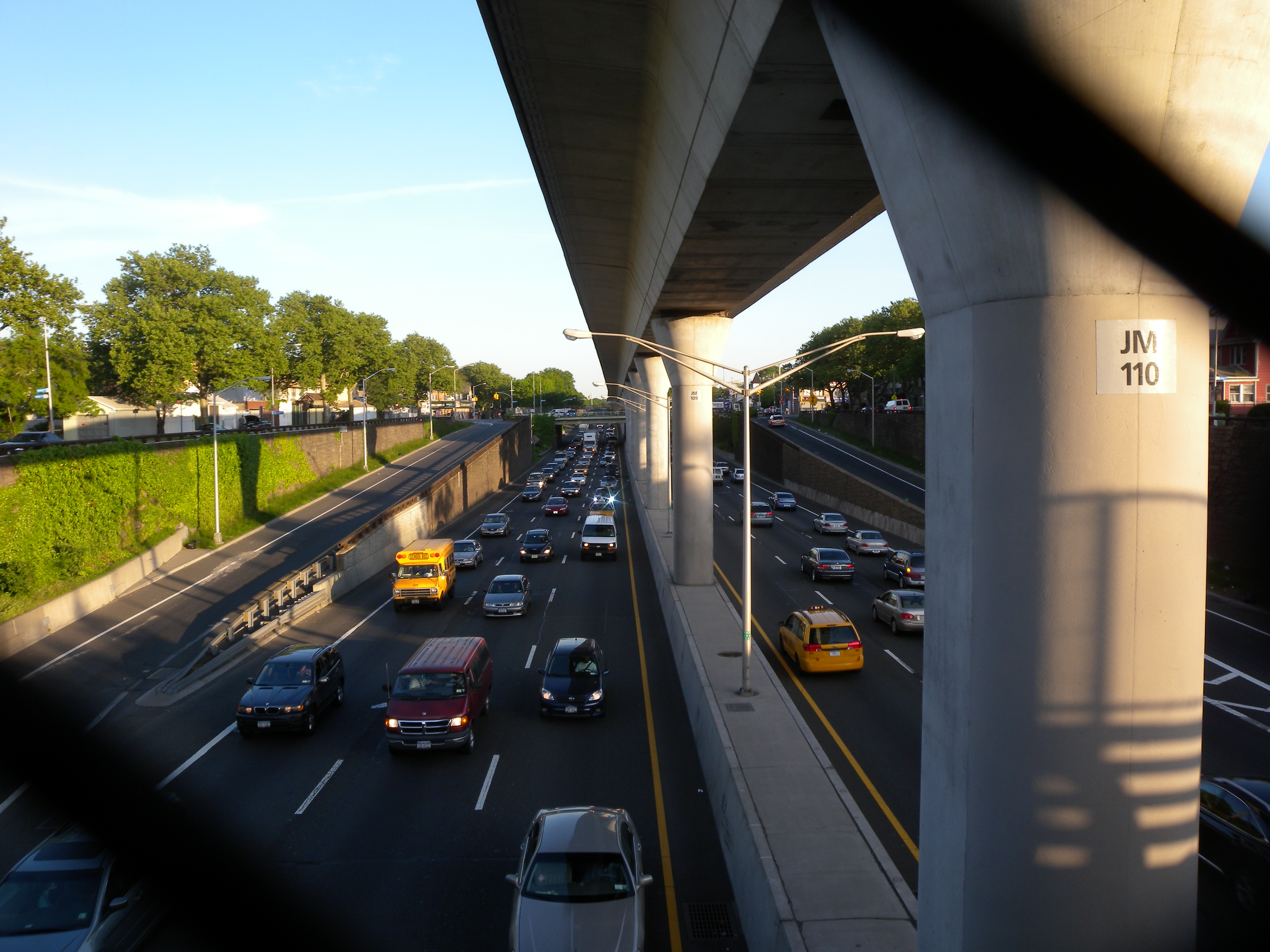
ヴァン・ウィック・エクスプレスウェイの上の高架橋を走るエアトレイン

長い間、出入りする主要道路の交通渋滞に悩まされていたJFK空港への鉄道による連絡が望まれていた。しかし、システムをつくろうとする運動には、実を結ぶまでに時間がかかった。現在のエアトレインJFKも当初計画されていたものより、はるかに小規模なものである。路線は、クイーンズボロ橋の袂にあるミッドタウン・マンハッタンで始まり、道路の横を通ってイースト川を渡る以前の路面電車の使用が計画されていた。その後、これはラガーディア空港への鉄道用地としてサニーサイド・ヤードに使用された。ここから、エアトレインはLIRRの旧ロッカウェイ・ビーチ支線へ接続し、ハワード・ビーチへと南に向かって、JFK空港に至る予定であった。
別の計画では、LIRRの路線を回避して、代わりにフラッシング線の駅へ接続、グランド・セントラル・パークウェイ、ヴァン・ウィック・エクスプレスウェイ、ジャマイカの南へと続く予定であった。結局、ジャマイカとハワード・ビーチをJFK空港へ接続する部分のみが承認され、建設に至った。
1998年に建設を開始し2002年の開業を予定していたが、2002年9月27日に試運転列車が脱線し運転士が死亡する事故が起きたことから延期され、最終的に2003年12月17日に開業した。
19億ドルをかけたエアトレイン建設プロジェクトは、特に脱線事故後、見せかけだけの工事に必要以上の公金を使っていると疑ったクイーンズ区南東部の住民からの批判に直面した。これに対し、港湾公社は、事故や大きな建設事業に関する厳しい規則を課し、建築によって損害を受けた家の所有者へ素早く賠償する合理的なプロセスを導入して、住民に対応した。
エアトレインは、連邦パッセンジャー・ファシリティー・チャージによる一部（事実上全ての国際線の料金として4.50ドルずつ集められた）から出資された。この資金は、単なる空港の改良に使用することもできた。この資金提供には、FAAの承認が必要となる。いくつかの航空会社は、このプロジェクトのためのPFC資金を使用することに反対し、私立探偵を雇った。さらに、これらの会社は、少数のオゾン・パーク居住者と共に資金提供の決定に対して上訴を行った。
航空会社は、法廷で論争を続け、港湾公社との交渉に行き着いたが、訴訟から身を引いた。港湾公社は、ジャマイカの修復のために1億ドル、プロジェクトの残りの資金3億8700万ドルをジャマイカの修復を行うニューヨーク州にそれぞれ寄与した。この修復には、エアトレインの接続を促進させるための目的もあった。州はさらに、ハワード・ビーチ駅をADAに対応して一新するために7500万ドルを投じた。これにより、JFK空港までの利用促進が図られた。
エアトレインJFKは港湾公社と契約を結んだボンバルディアにより運営されており、州や市から運転費用に充てる補助金を受け取っていない。これは、料金が比較的高くなっている理由の1つである。
提案されているロウアー・マンハッタン-ジャマイカ/JFK・トランスポーテーション・プロジェクトは、LIRRのダウンタウン・ブルックリンへ向かうアトランティック支線やロウアー・マンハッタンへの新しいトンネルを使用する予定である。これは、ジャマイカ経由でロウアー・マンハッタンへと向かうJFK経由のロングアイランド鉄道の路線に対してより貢献できる。この提案では、マンハッタンで手荷物チェックを行い、空港で飛行機に直接乗り換えることができる可能性がある。

## 車両
エアトレインJFKは、ブリティッシュ・コロンビア州・バンクーバーのスカイトレイン、マレーシア・クアラルンプールのクラナ・ジャヤ線と同じボンバルディアのアドバンス・ラピッド・トランジット（以前のインターメディエイト・キャパシティー・トランジット・システム）の技術を使用している。これは第三軌条から受電し、車上のリニア誘導モーターが軌道中央のアルミニウム製リアクションプレートを磁力で押す形で推進力を得ている。コンピューター化された列車は自動で、車掌や運転手なしで運営される。32のそれぞれの車両はマークIIの変形である。
車内自動放送の担当はニューヨーク市トラフィック・レポーターのバーニー・ワーゲンブラストによる。

## 乗客数
| 年   | 年間乗客数 |
| ---- | ---------- |
| 2004 | 2,606,422  |
| 2005 | 3,411,762  |
| 2006 | 3,937,041  |
| 2007 | 4,393,449  |
| 2008 | 5,058,711  |
| 2009 | 5,301,801  |